# Charles A. Whitten Medal
Die Charles A. Whitten Medal ist ein Preis in Geophysik der American Geophysical Union (AGU). Sie wird zu Ehren des Geodäten Charles A. Whitten (1909–1994) vom US Coast and Geodetic Survey vergeben, der 1968 bis 1974 Generalsekretär der AGU war. Sie wird seit 1985 alle zwei Jahre vergeben für herausragende Leistungen zur Erforschung der Form und Dynamik der Erde und der Planeten. Erster Preisträger war Whitten.

## Preisträger
- 1985 Charles A. Whitten
- 1987 William Kaula
- 1989 James C. Savage
- 1991 Irwin I. Shapiro
- 1993 Kurt Lambeck
- 1995 Donald L. Turcotte
- 1997 Gordon Pettengill
- 1999 Richard I. Walcott
- 2001 Byron D. Tapley
- 2004 Wayne Thatcher
- 2006 John M. Wahr
- 2008 Charles C. Counselman III
- 2010 William Richard Peltier
- 2012 David Smith
- 2014 Paul Segall
- 2016 Véronique Dehant
- 2018 David T. Sandwell
- 2020 Kristine M. Larson
- 2022 Roger Bilham
- 2024 Srinivas V. Bettadpur